# Legislatura 1998–2001 (Republica Moldova)
Aceasta este lista deputaților aleși la 22 martie 1998 în Parlamentul Republicii Moldova.

## Fracțiuni parlamentare
Partidul Comuniștilor din Republica Moldova (40 de mandate)
Blocul electoral „Convenția Democrată din Moldova” (26 de mandate)
Blocul electoral „Pentru o Moldovă Democratică și Prosperă” (24 de mandate)
Partidul Forțelor Democratice (11 mandate)

## Lista deputaților
| Nr. | Nume                  | Domiciliu                      | Anul nașterii | Apartenența politică | Profesie / ocupație |
| --- | --------------------- | ------------------------------ | ------------- | -------------------- | --- |
| 1   | Vladimir Voronin      | mun. Chișinău                  | 1941          | PCRM                 | inginer-economist, politolog, jurist, prim-secretar al Comitetului Central al Partidului Comuniștilor din Republica Moldova                                                                  |
| 2   | Mircea Snegur         | mun. Chișinău                  | 1940          | PRCM                 | agronom, doctor în agricultură, ex-Președinte al Republicii Moldova, președinte al Partidului Renașterii și Concilierii din Moldova                                                          |
| 3   | Dumitru Diacov        | mun. Chișinău                  | 1952          | MpMDP                | jurnalist, deputat în Parlamentul Republicii Moldova, președinte al Mișcării “Pentru o Moldovă Democratică și Prosperă”                                                                      |
| 4   | Vasile Iovv           | mun. Chișinău                  | 1942          | PCRM                 | inginer-tehnolog, doctor în științe economice, ministru al Transporturilor și Gospodăriei Drumurilor                                                                                         |
| 5   | Andrei Neguța         | or. Hîncești                   | 1952          | PCRM                 | chimist, politolog, secretar al Comitetului Central al Partidului Comuniștilor din Republica Moldova                                                                                         |
| 6   | Iurie Roșca           | mun. Chișinău                  | 1961          | FPCD                 | jurnalist, președinte al Frontului Popular Creștin-Democrat, deputat în Parlamentul Republicii Moldova                                                                                       |
| 7   | Eugen Gladun          | mun. Chișinău                  | 1936          | MpMDP                | medic, academician, director al Institutului de cercetări științifice în domeniul ocrotirii sănătății mamei și copilului, Chișinău                                                           |
| 8   | Valeriu Matei         | mun. Chișinău                  | 1959          | PFD                  | istoric, scriitor, deputat în Parlamentul Republicii Moldova |
| 9   | Gheorghe Anton        | or. Strășeni                   | 1937          | PCRM                 | zootehnician-savant, director general al întreprinderii mixte “Start-Pens”, Strășeni |
| 10  | Nicolae Andronic      | mun. Chișinău                  | 1959          | PRCM                 | jurist, deputat în Parlamentul Republicii Moldova |
| 11  | Ion Sturza            | mun. Chișinău                  | 1960          | MpMDP                | economist, președinte al Consiliului de administrație al SA “Incom”, președinte al Consiliului de observatori al BC “Fincombanc”, Chișinău                                                   |
| 12  | Dumitru Prijmireanu   | mun. Chișinău                  | 1951          | PCRM                 | economist-organizator, deputat în Parlamentul Republicii Moldova |
| 13  | Vasile Carafizi       | or. Ceadîr-Lunga, UTA Găgăuzia | 1941          | PCRM                 | inginer-electrician, dispecer, Rețele electrice din Ceadîr-Lunga, UTA Găgăuzia |
| 14  | Valentin Dolganiuc    | mun. Chișinău                  | 1957          | FPCD                 | inginer, președinte al Cartelului Țărănesc “Sfântul Gheorghe”, deputat în Parlamentul Republicii Moldova                                                                                     |
| 15  | Valeriu Muravschi     | mun. Chișinău                  | 1949          | MpMDP                | economist, președinte al Asociației Băncilor din Republica Moldova |
| 16  | Vasile Nedelciuc      | mun. Chișinău                  | 1948          | PFD                  | inginer, doctor în științe tehnice, deputat în Parlamentul Republicii Moldova |
| 17  | Victor Cecan          | mun. Chișinău                  | 1955          | -                    | jurist, deputat în Parlamentul Republicii Moldova |
| 18  | Eugen Rusu            | mun. Chișinău                  | 1952          | PRCM                 | jurist, deputat în Parlamentul Republicii Moldova |
| 19  | Vladimir Doronin      | mun. Chișinău                  | 1941          | PCRM                 | inginer-mecanic, director-adjunct al Institutului “Acvaproiect” |
| 20  | Vladimir Solonari     | mun. Chișinău                  | 1959          | PCM                  | istoric, deputat în Parlamentul Republicii Moldova, președinte al Partidului Civic din Moldova                                                                                               |
| 21  | Arcadii Pasecinic     | mun. Chișinău                  | 1942          | PCRM                 | inginer-electrician, corespondent-titular din Moldova la ziarul “Pravda” |
| 22  | Sergiu Burcă          | mun. Chișinău                  | 1961          | FPCD                 | filolog, președinte executiv al Frontului Popular Creștin-Democrat |
| 23  | Gheorghe Marin        | mun. Chișinău                  | 1947          | MpMDP                | agronom, doctor în științe agricole, deputat în Parlamentul Republicii Moldova |
| 24  | Victor Sorocean       | mun. Bălți                     | 1942          | PCRM                 | economist, viceprimar al municipiului Bălți |
| 25  | Alexandru Moșanu      | mun. Chișinău                  | 1932          | PFD                  | istoric, doctor habilitat în științe istorice, membru de onoare al Academiei Române, deputat în Parlamentul Republicii Moldova                                                               |
| 26  | Vasile Untu           | or. Căușeni                    | 1949          | PRCM                 | profesor de matematică și fizică, vicepreședinte al Comitetului Executiv raional Căușeni |
| 27  | Dmitrii Todoroglo     | mun. Chișinău                  | 1944          | PCRM                 | agronom-savant, deputat în Parlamentul Republicii Moldova |
| 28  | Gheorghe Duca         | mun. Chișinău                  | 1952          | MpMDP                | chimist, academician, director al Centrului de Cercetări Chimie Aplicată Ecologică al Universității de Stat din Moldova                                                                      |
| 29  | Victor Andrușceac     | mun. Chișinău                  | 1934          | PCRM                 | istoric, doctor în științe, secretar-savant la Institutul Minorităților Naționale al Academiei de Științe din Moldova                                                                        |
| 30  | Ion Neagu             | mun. Chișinău                  | 1953          | FPCD                 | inginer-hidroameliorator, vicepreședinte al Cartelului Țărănesc “Sfântul Gheorghe”, deputat în Parlamentul Republicii Moldova                                                                |
| 31  | Alexandru Jdanov      | mun. Chișinău                  | 1932          | PCRM                 | agronom-savant, deputat în Parlamentul Republicii Moldova |
| 32  | Dumitru Paladi        | s. Bumbăta, raionul Ungheni    | 1952          | MpMDP                | agronom, președinte al cooperativei agricole “Tinica”, Ungheni |
| 33  | Nicolae Dabija        | mun. Chișinău                  | 1948          | PFD                  | filolog, scriitor, redactor-șef al ziarului “Literatura și Arta” |
| 34  | Ion Dediu             | mun. Chișinău                  | 1934          | PEMAVE               | biolog, academician, președinte al Partidului Ecologist din Moldova “Alianța Verde”, deputat în Parlamentul Republicii Moldova                                                               |
| 35  | Ion Guțu              | or. Ocnița                     | 1947          | PCRM                 | profesor de istorie și științe sociale, președinte al Comitetului Executiv raional Ocnița |
| 36  | Ilie Țurcan           | mun. Chișinău                  | 1947          | MpMDP                | inginer, director general al I.S. “Calea Ferată din Moldova”, Chișinău |
| 37  | Victoria Novic        | mun. Chișinău                  | 1952          | PCRM                 | economist, președinte-director al SA “Speranța”, președinte al Uniunii Femeilor de Orientare Socialistă din Republica Moldova                                                                |
| 38  | Ala Mândâcanu         | mun. Chișinău                  | 1954          | LDCFM                | filolog, ziaristă, președinte al Ligii Democrat-Creștine a Femeilor din Moldova, deputat în Parlamentul Republicii Moldova                                                                   |
| 39  | Vadim Mișin           | mun. Chișinău                  | 1945          | -                    | jurist, șef al Departamentului Afacerilor Interne din Transport al Ministerului Afacerilor Interne                                                                                           |
| 40  | Elena Burca           | mun. Chișinău                  | 1953          | MpMDP                | inginer-tehnolog, redactor-șef al ziarului “Curierul cooperației”, președinte al organizației neguvernamentale “Femeia întru salvarea copilului”                                             |
| 41  | Ilie Ilașcu           | -                              | 1952          | PFD                  | economist, deținut politic al regimului separatist de la Tiraspol |
| 42  | Ilie Untilă           | mun. Chișinău                  | 1935          | -                    | biolog, academician-coordonator la Academia de Științe din Moldova |
| 43  | Victor Stepaniuc      | s. Costești, Ialoveni          | 1958          | PCRM                 | filolog, deputat în Parlamentul Republicii Moldova |
| 44  | Mihail Rusu           | mun. Chișinău                  | 1941          | PCRM                 | agronom superior, deputat în Parlamentul Republicii Moldova |
| 45  | Mihail Camerzan       | mun. Chișinău                  | 1952          | MpMDP                | pedagog, director general al SA “Moldova-Tur”, președinte al Consiliului municipal al MpMDP, Chișinău                                                                                        |
| 46  | Vladimir Reus         | mun. Chișinău                  | 1949          | PȚCDM                | inginer-constructor, președinte al Partidului Țărănesc Creștin-Democrat |
| 47  | Petru Șoșev           | mun. Chișinău                  | 1953          | -                    | jurist, președinte al cîrmuirii Fondului de asistență al organelor de drept “Stabilitate”, Ministerul Afacerilor Interne                                                                     |
| 48  | Mihai Ceban           | mun. Chișinău                  | 1964          | MpMDP                | inginer, președinte al Uniunii veteranilor de război din Afganistan din Republica Moldova, Chișinău                                                                                          |
| 49  | Iulian Magaleas       | or. Drochia                    | 1942          | PCRM                 | profesor de istorie, vicepreședinte al Comitetului Executiv raional Drochia |
| 50  | Tudor Lefter          | or. Telenești                  | 1949          | PRCM                 | agronom, președinte al Comitetului Executiv raional Telenești |
| 51  | Vasile Șoimaru        | mun. Chișinău                  | 1949          | PFD                  | economist, doctor în economie, consultant la Parlamentul Republicii Moldova |
| 52  | Vasile Stati          | mun. Chișinău                  | 1939          | -                    | profesor de limbă și literatură moldovenească, doctor în istorie, deputat în Parlamentul Republicii Moldova, președinte al Consiliului Republican al Mișcării “PRO-Moldova”                  |
| 53  | Mihai Petrache        | mun. Chișinău                  | 1958          | MpMDP                | jurist, consilier al Președintelui Republicii Moldova |
| 54  | Eugeniu Gîrlă         | mun. Chișinău                  | 1953          | FPCD                 | economist, deputat în Parlamentul Republicii Moldova |
| 55  | Ion Filimon           | s. Năpădeni, Ungheni           | 1955          | PCRM                 | agronom-savant, director al sovhozului “Năpădeni”, primar al satului Năpădeni, Ungheni |
| 56  | Semion Dragan         | mun. Chișinău                  | 1953          | PCRM                 | inginer-constructor, deputat în Parlamentul Republicii Moldova |
| 57  | Grigore Eremei        | mun. Chișinău                  | 1935          | MpMDP                | agronom, doctor în filozofie, ambasador al Republicii Moldova în România |
| 58  | Vladimir Ciobanu      | or. Criuleni                   | 1953          | PRCM                 | inginer-mecanic, președinte al Comitetului Executiv raional Criuleni |
| 59  | Vitalia Pavlicenco    | mun. Chișinău                  | 1953          | PFD                  | filolog, doctor în filologie, redactor-șef al ziarului “Mesagerul” |
| 60  | Valerian Cristea      | mun. Chișinău                  | 1950          | -                    | inginer-energetician, vicepreședinte al Federației Generale a Sindicatelor din Republica Moldova                                                                                             |
| 61  | Vlad Cubreacov        | mun. Chișinău                  | 1965          | FPCD                 | jurnalist, deputat în Parlamentul Republicii Moldova |
| 62  | Valeriu Pleșca        | mun. Chișinău                  | 1958          | MFN                  | jurist, director general al SA “Glorie V&A”, președinte al Mișcării social-politice “Forța Nouă”, Chișinău                                                                                   |
| 63  | Ivan Calin            | mun. Chișinău                  | 1935          | PCRM                 | agronom-savant, doctor habilitat în economie, activitate creativă |
| 64  | Gheorghe Madan        | mun. Chișinău                  | 1938          | PCRM                 | filolog, consultant în Comisia parlamentară pentru cultură, știință, învățămînt și mijloace de informare în masă                                                                             |
| 65  | Andrei Strâmbeanu     | mun. Chișinău                  | 1934          | -                    | scriitor |
| 66  | Ion Morei             | mun. Bălți                     | 1955          | -                    | jurist, procuror al municipiului Bălți |
| 67  | Eugenia Ostapciuc     | mun. Chișinău                  | 1947          | PCRM                 | inginer-tehnolog, director-adjunct al Asociației “Logos”, Chișinău |
| 68  | Oleg Stratulat        | mun. Chișinău                  | 1957          | PFD                  | economist, doctor în economie, deputat în Parlamentul Republicii Moldova |
| 69  | Sergiu Mocanu         | mun. Chișinău                  | 1961          | FPCD                 | profesor de fizică și astronomie, redactor la publicația “Țara” |
| 70  | Vladimir Țaranov      | mun. Chișinău                  | 1932          | PCRM                 | istoric, doctor habilitat în istorie, membru-corespondent al Academiei de Științe din Moldova, colaborator științific principal la Institutul de Istorie al Academiei de Științe din Moldova |
| 71  | Dmitrii Croitor       | mun. Chișinău                  | 1959          | MpMDP                | inginer-programator, director al Departamentului pentru relații externe al Ministerului Economiei și Reformelor                                                                              |
| 72  | Maria Postoico        | mun. Chișinău                  | 1950          | -                    | jurist, judecător la Judecătoria Economică a Republicii Moldova |
| 73  | Alecu Reniță          | mun. Chișinău                  | 1954          | PEMAVE               | jurnalist, președinte al Mișcării Ecologiste din Moldova, redactor-șef al revistei “Natura”                                                                                                  |
| 74  | Alexandru Muravschi   | mun. Chișinău                  | 1950          | MpMDP                | economist, doctor în economie, deputat în Parlamentul Republicii Moldova, vicepreședinte al Comisiei pentru Economie, Industrie și Privatizare                                               |
| 75  | Victor Zlacevschi     | mun. Chișinău                  | 1944          | PCRM                 | profesor de geografie și biologie, deputat în Parlamentul Republicii Moldova |
| 76  | Ana Bejan             | or. Soroca                     | 1948          | PFD                  | director al Liceului “Constantin Stere”, Soroca |
| 77  | Ecaterina Mardarovici | mun. Chișinău                  | 1956          | LDCFM                | matematician, inginer-programator la SRL “Imco”, Chișinău |
| 78  | Iurie Stoicov         | or. Călărași                   | 1955          | PCRM                 | inginer-mecanic, prim-secretar al comitetului raional Călărași al Partidului Comuniștilor din Republica Moldova                                                                              |
| 79  | Valeriu Guma          | mun. Chișinău                  | 1964          | MpMDP                | economist, președinte al Companiei de Asigurări “AFES-M”, Chișinău |
| 80  | Ludmila Borgula       | mun. Chișinău                  | 1940          | PCRM                 | inginer-tehnolog, secretar al Comitetului Central al Partidului Comuniștilor din Republica Moldova                                                                                           |
| 81  | Alexandru Lazăr       | s. Manta, Cahul                | 1959          | -                    | tehnician-mecanic, președinte al Asociației gospodăriilor țărănești din s. Manta, Cahul |
| 82  | Boris Cojuhari        | mun. Chișinău                  | 1944          | PCRM                 | finanțe și credit, temporar nu lucrează |
| 83  | Eugen Știrbu          | mun. Chișinău                  | 1945          | MpMDP                | pedagog, politolog, șef al Direcției pentru politica de cadre pe lîngă Guvernul Republicii Moldova, prim-vicepreședinte al consiliului republican al MpMDP                                   |
| 84  | Ion Răzlog            | or. Orhei                      | 1947          | PFD                  | medic-psihiatru, spitalul de psihiatrie nr. 2 din s. Curchi, Orhei |
| 85  | Pavel Prodan          | s. Izbiște, raionul Criuleni   | 1952          | PȚCDM                | inginer-mecanic, președinte al Asociației gospodăriilor țărănești “Măsărău” din s. Izbiște, Criuleni                                                                                         |
| 86  | Ilie Stamat           | or. Comrat, UTA Găgăuzia       | 1954          | -                    | jurist, șef al Direcției Afacerilor Interne a UTA Găgăuzia |
| 87  | Alexei Tulbure        | mun. Chișinău                  | 1966          | MpMDP                | istoric, șef al Direcției relații externe a Parlamentului Republicii Moldova |
| 88  | Eduard Babliuc        | mun. Chișinău                  | 1968          | PCRM                 | tehnician-electrician, mecanic-electrician la Sectorul Chișinău de semnalizare și telecomunicații al Căii Ferate a Moldovei                                                                  |
| 89  | Ion Ungureanu         | mun. Chișinău                  | 1959          | PRCM                 | jurist, deputat în Parlamentul Republicii Moldova |
| 90  | Vasile Pentelei       | mun. Chișinău                  | 1947          | -                    | agronom-economist, prim vicedirector al Departamentului Statisticii al Republicii Moldova |
| 91  | Mihai Cucoș           | c. Izvoare, Sîngerei           | 1957          | MpMDP                | agronom, președinte al cooperativei agricole “Semincierul”, Sîngerei |
| 92  | Victor Ciobanu        | mun. Chișinău                  | 1956          | -                    | economist, doctor habilitat în sociologie, director al Institutului de Cercetări în Domenii Economice al Academiei de Științe din Moldova                                                    |
| 93  | Mihai Cimpoi          | mun. Chișinău                  | 1942          | -                    | scriitor, academician, președinte al Uniunii Scriitorilor din Moldova |
| 94  | Valeriu Ghilețchi     | mun. Bălți                     | 1960          | PFD                  | inginer, șef de studii la Colegiul Teologic Pedagogic din Chișinău |
| 95  | lacob Timciuc         | mun. Chișinău                  | 1954          | PCRM                 | inginer pentru tehnica electronică, director al FSP “Conți”, Chișinău |
| 96  | Alexei Siloci         | or. Căușeni                    | 1950          | MpMDP                | inginer-mecanic, președinte al SA “Semințe-Agro”, Căușeni |
| 97  | Mihai Ciorici         | or. Nisporeni                  | 1946          | PRCM                 | inginer-tehnolog, director al filialei BCA “Victoriabanc”, Nisporeni |
| 98  | Ilie Vancea           | s.Sărata Nouă, raionul Leova   | 1949          | PCRM                 | profesor de istorie și sociologie, director general al învățămîntului public din raionul Leova                                                                                               |
| 99  | Anatol Ciobanu        | mun. Chișinău                  | 1954          | MpMDP                | jurist, doctor în drept, director general al SA “Floral Documenz Centre”, Chișinău |
| 100 | Valentin Dragan       | or. Briceni                    | 1952          | PCRM                 | inginer-mecanic, director al SA “ÎTA-9”, Briceni |
| 101 | Ștefan Secăreanu      | mun. Chișinău                  | 1959          | FPCD                 | jurnalist, redactor-șef al publicației “Țara” |